# 19e division d'infanterie (France)
Pour les articles homonymes, voir 19e division.
La 19e division d'infanterie (19e DI) est une division d'infanterie de l'Armée de terre française qui a participé à la Première et à la Seconde Guerre mondiale, ainsi qu'à la guerre d'Algérie. Elle est formée d'unités majoritairement originaires de Bretagne.

## Création et différentes dénominations
- septembre 1873 : formation de la 19e division d'infanterie
- juillet 1940 : dissolution
- août 1944 : nouvelle formation de la 19e division d'infanterie
- février 1946 : dissolution
- septembre 1952 : nouvelle formation de la 19e division d'infanterie
- début 1955 : la division devient une unité de réserve
- novembre 1955 : reconstitution de la 19e division d'infanterie
- décembre 1962 : dissolution

## Les chefs de la19edivision d'infanterie
- 18 octobre 1873 - 5 mars 1879 : Général Lacretelle
- 28 octobre 1885 - 4 mars 1886 : Général Lambert
- Général Charles de Contamine
- 11 mai 1888 - 25 février 1893 : Général d'Aubigny
- 18 mars 1893 - 24 octobre 1899 : Général Grisot
- 30 septembre 1907 : Général Groth
- 7 février 1912 - 20 juin 1914 : Général Sauret
- 4 juillet 1914 : Général Maud'Huy
- 24 juillet 1914 - 5 septembre 1914 : Général Bonnier
- 5 septembre - 16 septembre 1916 : Général Bailly
- 16 septembre 1916 - 3 juillet 1918 : Général Trouchaud
- 3 juillet 1918 - 26 août 1918 : Général Giraud
- 10 septembre 1919 - 25 février 1920 : Général Guillemin
- 27 mars 1920 - 1er janvier 1921 : Général Duchêne
- 24 février 1921 - 26 décembre 1924 : Général Barbier
- 30 décembre 1924 - 25 novembre 1925 : Général Payot

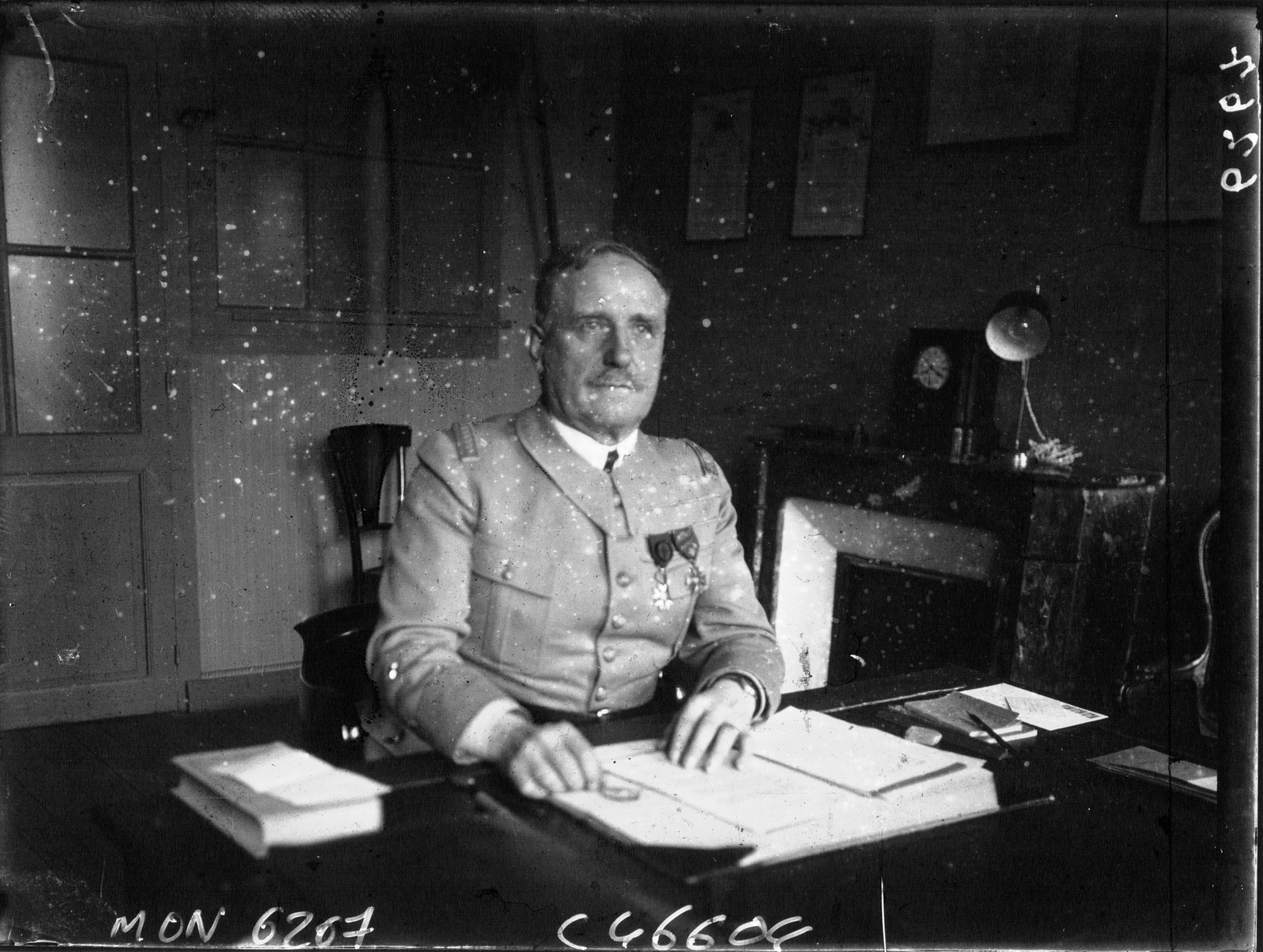
Le général Langlois à la fin de son commandement à la, en 1932.

- 1929 - 1930 : Général René Madelin
- 1930 - 1932 : Général Langlois
- 23 décembre 1932 - 27 septembre 1936 : Général Leroy
- 25 octobre 1936 : Général d'Arbonneau
- 8 décembre 1939 : Général Toussaint
- 2 juin 1940 - 11 juillet 1940 : Général Lenclud.
- 14 août 1944 -   : Général Borgnis-Desbordes539
- novembre 1955 - décembre 1956 : général Dufourt[1]
- décembre 1956 - : général Giraud[2]
- mars 1960 - mai 1962 : général Géliot[3]

## Première Guerre mondiale

### Composition
Infanterie :
- 41e régiment d’infanterie d’août 1914 à juillet 1915
- 48e régiment d’infanterie d’août 1914 à novembre 1918
- 70e régiment d’infanterie d’août 1914 à novembre 1918
- 71e régiment d’infanterie d’août 1914 à novembre 1918
- 270e régiment d’infanterie de juillet 1915 à mai 1917 (dissolution)
- Un bataillon du 71e régiment d’infanterie territoriale d'août à novembre 1918

Cavalerie :
- Un escadron du 13e régiment de hussards d'août 1914 à novembre 1918
  - Un deuxième escadron de janvier à juillet 1917

Artillerie :
- 7e régiment d'artillerie de campagne (3 groupes de 75) d’août 1914 à novembre 1918
- Un groupe de 155 C du 110e régiment d'artillerie lourde de décembre 1917 à novembre 1918

### Historique

#### 1914
Mobilisée dans la 10e région.
- 5 - 13 août : transport par V.F. dans la région de Vouziers et des Alleux stationnement et couverture sur la Meuse, vers Sedan.
- 13 - 24 août : mouvement vers le nord, par Philippeville, en direction de la Sambre, atteint dans la région de Ham-sur-Sambre.

22 - 23 août : engagée dans la Bataille de Charleroi : combats vers Fosse et Arsimont.
- 24 août - 6 septembre : repli sur Florennes et Hirson, vers la région de Guise.

29 août : engagée dans la Bataille de Guise, combat de Sains-Richaumont. À partir du 30 août, continuation du repli, par Guignicourt et Épernay, en direction de Sézanne.
- 6 - 13 septembre : engagée dans la 1re bataille de la Marne.

6 - 10 septembre : Bataille des Deux Morins : combats dans la région de Sézanne, le 8 septembre, combat de Boissy-le-Repos ; le 9 combat de Fromentières. À partir du 10, poursuite par Damery, en direction de Cormontreuil.
- 13 - 18 septembre : engagée dans la 1re Bataille de l’Aisne : combat dans la région nord de Cormontreuil.
- 18 septembre - 2 octobre : retrait du front, mouvement vers le nord-ouest de Reims ; stationnement.

25 septembre : mouvement vers la région de Verberie.
28 septembre : transport par V.F. dans la région d’Amiens, puis mouvement vers le nord.
- 2 octobre 1914 - 23 février 1915 : engagée dans la 1re Bataille d’Artois : combats vers Neuville-Vitasse, Boisleux et Monchy-le-Preux, puis stabilisation du front et occupation d’un secteur vers Agny et Berles-au-Bois : actions locales fréquentes.

14 novembre, front réduit, à droite, jusqu’au nord et Bretancourt.

#### 1915
- 23 février - 25 juillet : retrait du front et à partir du 25 février, occupation d’un secteur vers la Maison-Blanche et Écurie.

22 avril : mouvement de rocade et occupation d’un nouveau secteur vers Saint-Laurent-Blangy et Roclincourt.
9 mai, 16 juin : engagé dans la 2e Bataille d’Artois.
7 juillet : nouvelle rocade et occupation d’un secteur entre le sud de Neuville-Saint-Vaast et le Labyrinthe.
- 25 juillet - 9 août : retrait du front et repos au sud d’Amiens. À partir du 31 juillet, transport par V.F. dans la région de Revigny, repos.
- 9 août 1915 – 28 janvier 1916 : mouvement vers le front et occupation d’un secteur entre l’Aire et la haute Chevauchée. À partir du 23 août, mouvement de rocade et occupation d’un nouveau secteur vers le ravin de la Houyette et la Fontaine aux Charmes (guerre des mines).

8 septembre : violente attaque allemande sur la Harassée.

#### 1916
- 28 janvier-21 février : retrait du front et repos vers Sainte-Menehould (éléments employés aux travaux à Avocourt). À partir du 12 février, instruction à Sivry-sur-Ante.
- 21 février - 26 mai : mouvement vers Dombasle-en-Argonne et à partir du 25 février occupation d’un secteur vers le pont des Quatre Enfants et Avocourt.
- 26 -30 mai : retrait du front et repos à l’ouest de Clermont-en-Argonne.
- 30 mai - 28 juillet : transport par camion dans la région de Verdun. Engagée à partir du 2 juin dans la Bataille de Verdun, vers Chattancourt et Marre.

15 juin : attaque française sur le Mort-Homme.
- 28 juillet - 7 août : retrait du front, transport par camions dans la région de Chevillon ; repos.
- 7 août - 2 septembre : transport par camions dans la région de Verdun et occupation d’un secteur vers le bois d’Haudromont et l’ouvrage de Thiaumont : du 17 au 28 août, combats vers Thiaumont (Bataille de Verdun).
- 2 - 9 septembre : retrait du front et regroupement vers Revigny. À partir du 5 septembre, transfert par camions en Champagne.
- 9 septembre 1916 - 8 janvier 1917 : occupation d’un secteur vers Auberive-sur-Suippe et l’est de l’Épine de Védegrange.

#### 1917
- 8 – 19 janvier : retrait du front, repos vers les Grandes-Loges ; travaux de 2e position.
- 19 janvier - 27 février : transport par V.F. de la région de Châlons-sur-Marne, dans celle de Mailly-le-Camp et d’Arcis-sur-Aube ; instruction au camp.

12 février : transport par V.F. vers Beauvais et Montdidier ; puis mouvement par étapes vers le front.
- 27 février - 21 mars : occupation d’un secteur vers Dancourt et Popincourt. À partir du 17 mars, poursuite vers Saint-Quentin (Repli allemand).
- 21 - 30 mars : retrait du front ; travaux vers Roye. À partir du 25 mars, repos vers Breteuil.
- 30 mars – 25 avril : mouvement par Senlis, Montmirail et Épernay vers le camp de Châlons ; repos et instruction.
- 25 avril - 15 mai : occupation d’un secteur vers le mont Cornillet et le mont Blond.

30 avril 4 et 5 mai : attaque des positions ennemies du mont Blond et du mont Cornillet (Bataille des Monts).
- 15 - 28 mai : retrait du front : repos et instruction vers Mairy-sur-Marne.
- 28 mai - 15 juin : mouvement vers la région de Triaucourt-en-Argonne, puis le 3 juin vers celle de Les Souhesmes-Rampont ; repos et instruction.
- 15 juin - 28 août : mouvement vers le front et occupation d’un secteur vers Haudromont et Damloup.
- 28 août - 10 septembre : retrait du front ; transport par camions dans la région de Condé-en-Barrois ; repos.
- 10 septembre – 1er octobre : occupation d’un secteur vers la ferme Mormont et la cote 344 : Le 18 septembre, attaque de la cote 344 et de la tranchée de Trèves (2e Bataille offensive de Verdun).
- 1er - 9 octobre : retrait du front ; repos vers Vanault-les-Dames.
- 9 octobre 1917 - 14 mars 1918 : mouvement vers le front et occupation d’un secteur vers la tranchée de Calonne et les Éparges : 4 mars, action locale sur les positions ennemies de la tranchée de Calonne.

#### 1918
- 14 mars - 27 mai : retrait du front et repos vers Nettancourt.

25 mars : mouvement par la Champagne vers la région de Saint-Paul-aux-Bois.
6 avril : organisation d’une position de 2e ligne sur l’Ailette, vers Champs et Manicamp (secteur de la 161e DI) ; puis occupation d’un secteur dans cette région.
- 27 mai - 14 juillet : engagée dans la 3e bataille de l’Aisne : résistance puis repli depuis l’Ailette jusque vers Hautebraye ; stabilisation dans la région d’Autrêches, le plateau à l’ouest de Vingré ; combats incessants sur Hautebraye.

4 juillet : attaque du plateau de Sainte-Léocade ; puis progression jusque dans le village d’Autrêches.
- 14 juillet - 5 août : Retrait du front et repos vers Fresnoy-la-Rivière.
- À partir du 18 juillet au soir, engagée dans la 2e bataille de la Marne : attaque vers Longpont et Villers-Hélon ; progression par Contremain jusqu’à la Vesle, franchie le 4 août.
- 5 - 26 août : retrait du front ; puis transport par camions vers La Ferté-sous-Jouarre. À partir du 8 août, transport par V.F. dans la région de Ligny-en-Barrois ; repos et instruction.

20 août : transport par camions dans les Vosges.
- 26 août - 17 octobre : occupation d’un secteur entre la haute vallée de la Weiss et la vallée de la Fave.
- 17 octobre - 7 novembre : retrait du front et repos vers Corcieux. À partir du 23 octobre, transport par V.F. vers Compiègne et Rethondes ; repos et instruction.
- 7 - 11 novembre : mouvement vers la région de Crécy-sur-Serre atteinte lors de l’Armistice.

### Rattachements
Affectation organique : 10e corps d’armée, d’août 1914 à novembre 1918
- 1re armée

12 – 20 février 1917
13 – 18 avril 1917
12 – 13 juillet 1918
- 2e armée

29 septembre – 4 octobre 1914
14 octobre – 8 novembre 1914
26 – 30 juillet 1915
30 mai – 4 septembre 1916
30 mai 1917 – 25 mars 1918
8 – 23 août 1918
2 – 22 septembre 1918
- 3e armée

31 juillet 1915 – 29 mai 1916
7 septembre 1916 – 7 janvier 1917
21 février – 7 avril 1917
27 septembre – 11 novembre 1918
- 4e armée

5 – 6 septembre 1916
8 janvier – 11 février 1917
19 avril – 29 mai 1917
25 mars 1918
29 – 30 mars 1918
- 5e armée

2 août – 9 septembre 1914
12 – 24 septembre 1914
26 – 28 mars 1918
- 6e armée

31 mars – 1er juin 1918
- 7e armée

24 août – 1er septembre 1918
23 septembre 1918
- 9e armée

10 – 1er septembre 1914
- 10e armée

5 – 13 octobre 1914
9 novembre 1914 – 25 juillet 1915
8 – 12 avril 1917
2 juin – 11 juillet 1918
14 juillet – 7 août 1918
24 – 26 septembre 1918

## L'entre-deux-guerres

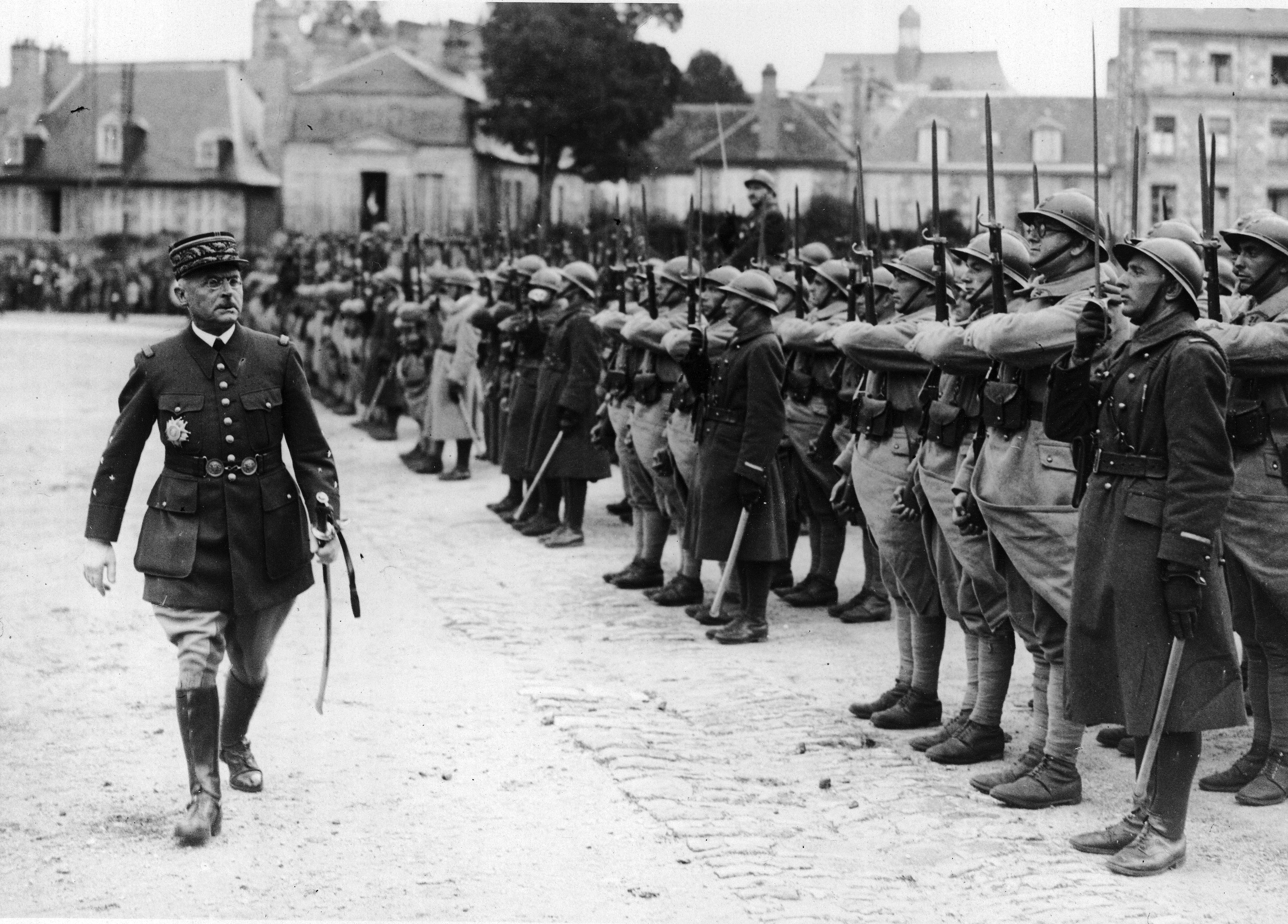
Le de la rend les honneurs au général Héring à Alençon, lors de manœuvres en Normandie en 1937.

La loi du 13 juillet 1927, sur l’organisation générale de l’armée, et la loi des cadres et effectifs du 28 mars 1928, fixent le nombre des divisions d’infanterie métropolitaines à vingt. Ces dernières sont considérées comme des forces de territoire affectées à la défense du sol métropolitain. Ces grandes unités d’infanterie sont de trois types, dix divisions d’infanterie de type « nord-est », sept divisions d’infanterie motorisées et trois divisions d’infanterie alpine.
La 19e division d'infanterie est de type « nord-est ».

### Composition
- 41e régiment d'infanterie : Rennes
- 71e régiment d'infanterie : Mamers
- 117e régiment d'infanterie : Le Mans
- 10e régiment d'artillerie divisionnaire : Rennes

## Début de la Seconde Guerre mondiale

### Composition
Le 10 mai 1940 la 19e DI, sous les ordres du général Toussaint, est rattachée au 13e Corps d'Armée et en réserve du GQG.
Le 31 mai 1940, organisation des défenses. Le général Lenclud (sl) remplace le général Toussaint à la tête de la 19e DI.
À cette date la 19e division d'infanterie se compose de :
- 41e régiment d'infanterie
- 117e régiment d'infanterie
- 22e régiment de marche de volontaires étrangers (RMVE)
- 10e régiment d'artillerie divisionnaire
- 210e régiment d'artillerie lourde divisionnaire
- 21e groupe de reconnaissance de division d'infanterie
- 1re et 2e compagnie de sapeurs mineurs du 19e régiment du génie
- et tous les services (Sapeurs mineurs, télégraphique, compagnie auto de transport, groupe sanitaire divisionnaire, groupe d'exploitation etc.)

### Historique

#### 1940
Le 25 mai 1940, la division contre-attaque les têtes de pont allemandes sur la Somme avec un régiment d'infanterie soutenu par des chars de la 2e division cuirassée. L'assaut réussit et chasse la 62e division d'infanterie allemande des ponts de Pargny et de Béthencourt-sur-Somme.
Le 5 juin, le 16e corps d'armée motorisé allemand du général Hoepner attaque la division depuis Péronne. Les trois régiments de la division sont déployés linéairement face à l'attaque menée par la 3e Panzerdivision, soutenue par un régiment d'infanterie de la 33e division d'infanterie et par 384 canons. Le 22e RMVE tient Villers-Carbonnel à droite, le 41e RI la zone d'Estrées-Deniécourt à gauche et le 117e RI le centre. La division résiste aux Allemands, le 41e RI a fait 216 prisonniers et 31 blindés allemands ont été détruits, même si les Allemands ont percé la ligne du 117e RI sur 12 km. La droite de la division tient la zone jusqu'au 7 juin et les lourdes pertes infligées par les unités de la 7e armée, dont la 19e DI, contraignent l'Oberkommando des Heeres à réorganiser l'organisation de ses corps blindés, évènement unique jusqu'à la fin de l'année 1941.

La division se replie sur l'Oise. Le 12 juin, la division arrête une tentative de la 9e division d'infanterie allemande sur Boran-sur-Oise en contre-attaquant avec la 1re division cuirassée.

## Reconstitution à la Libération

### Composition
- 41e régiment d'infanterie[8]
- 71e régiment d'infanterie[8]
- 118e régiment d'infanterie[8]
- 10e régiment d'artillerie divisionnaire[8]
- 19e régiment de dragons[8]
- 19e bataillon médical[9]
- 81e bataillon du génie[9]
- 81e compagnie mixte de transmissions[9]

### Historique
La 19e DI est la première division métropolitaine engagée dans les combats de la libération. Sa création a lieu dès août 1944 à partir des unités FFI de Bretagne et il s'agit d'une des premières unités ex-FFI dont le numéro est officiellement attribué par le gouvernement provisoire.
Elle prend part à la libération de la Bretagne, positionnée face à la poche de Lorient depuis laquelle les troupes allemandes continuent d'harceler les Alliés. La 19e DI entre dans Lorient le 10 mai 1945, au côté de la 66e division d'infanterie américaine.
En décembre 1945, la 19e DI est affectée aux troupes d'occupation en Allemagne (TOA), sur les bords du Neckar, en remplacement de la 9e DIC. Après trois mois seulement, le 1er février 1946, elle est dissoute.

## Années 1950 et guerre d'Algérie
La division est recréée en septembre 1952 en Bretagne. Passée en réserve début 1955, elle est réactivée en novembre 1955 (quartier-général à Saint-Malo). Débarquée à Alger début décembre, elle s'installe dans l'Est-Constantinois, avec PC à Sétif. Elle est dissoute le 31 décembre 1962.

## Insignes

### Insigne de 1945
En 1945, la division adopte un insigne similaire à celui des forces navales françaises libres (croix de Lorraine rouge dans losange bleu), placé dans un écu français ancien d'hermine. En chef les lettres FFI et MB, ces derniers pouvant signifier Morbihan et Maquis bretons.

Armoiries de la Bretagne.
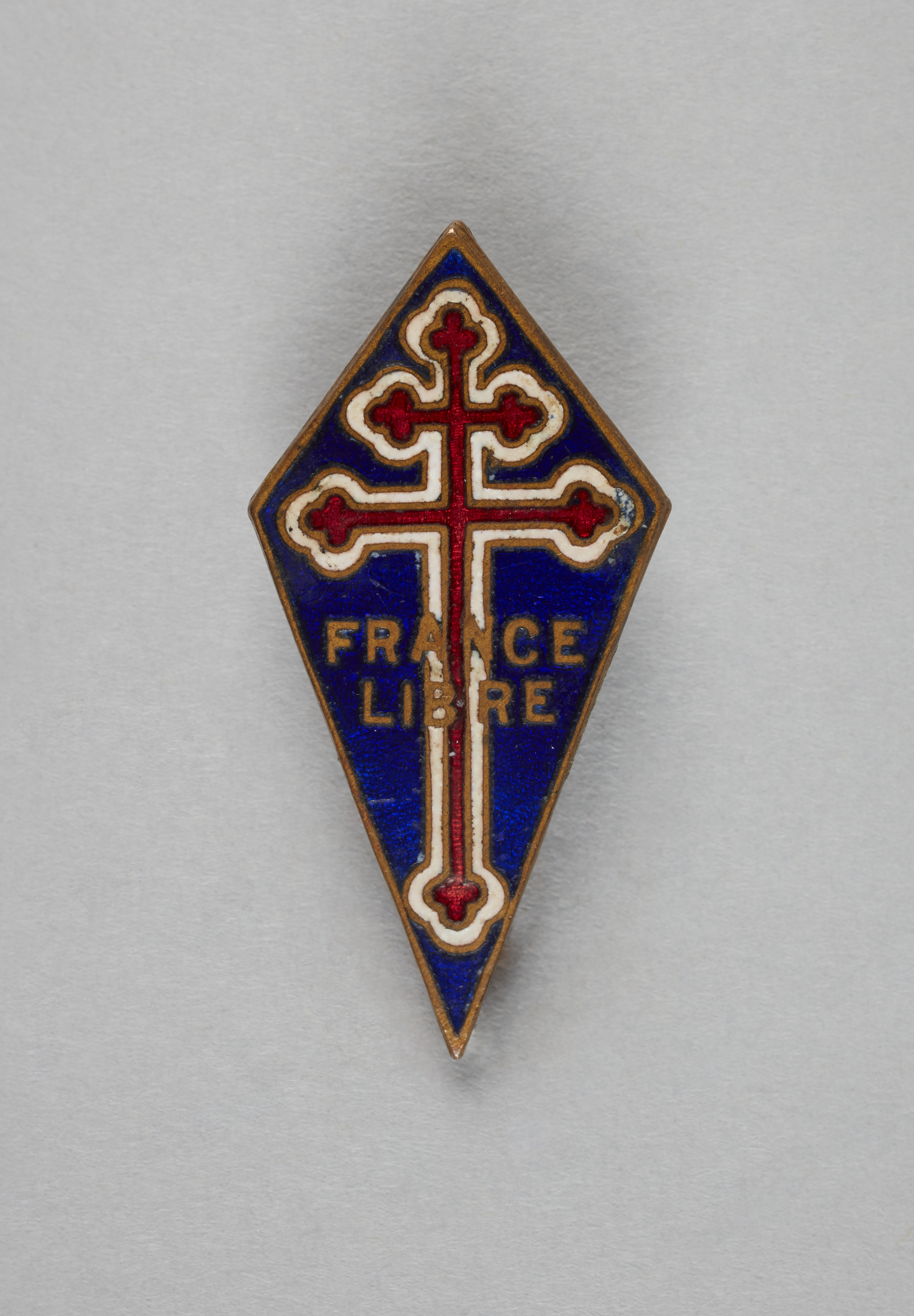
Insigne des FNFL.
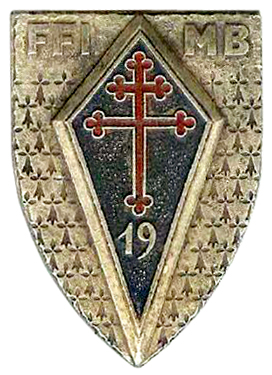
Insigne de la 19e DI.

### Insigne de 1955

Insigne de la en 1956.

En décembre 1955, le général Dufourt propose un insigne avec un écu « mograbin » (maghrébin) chargé d'un croissant et d'une moucheture d'hermine. Cet insigne est homologué G.1212 et fabriqué en métal par l'entreprise Drago et en tissu.

### Sources et bibliographie
- (fr) Ministère des Armées, État-Major de l'Armée de Terre, Service Historique, Inventaire sommaire des archives de la Guerre 1914-1918, Imprimerie « LA RENAISSANCE » — TROYES - Dépôt légal : 4e trimestre 1969 — N° 19.982
- Revue d'information des troupes françaises d'occupation en Allemagne, no 5, février 1946.
- AFGG, vol. 2, t. 10 : Ordres de bataille des grandes unités : divisions d'infanterie, divisions de cavalerie, 1924, 1092 p. (lire en ligne).